# Speedy Crown
Speedy Crown född 1968, död i maj 2000, var en amerikansk travhäst.
Hans far var Speedy Scot och hans mor var Missile Toe. Speedy Crown är mest känd som avelshingst. Han fick över 2 200 avkommor och blev far till tre vinnare av Hambletonian Stakes.

## Tävlingskarriär
Speedy Crown vann Hambletonian Stakes i raka heat och blev vald som årets 3-åring i USA. Han satte världsrekord som 4-åring och var vinnare av Roosevelt International Trot - ett inbjudningslopp (Challenge Match) med bland annat det franska stoet Une de Mai som då var Europas främsta travare och det amerikanska stoet Fresh Yankee.

## Avelskarriär
Speedy Crown fick sammanlagt 2201 avkommor. Dessa har i USA kört in en prissumma på över 106 miljoner dollar. Han har fler än 500 avkommor med tid på 1,14,6. 
Speedy Crown fick tre vinnare av Hambletonian Stakes 
- Speedy Somolli, som vann 1978.
- Prakas, som vann 1985
- Armbro Goal, som vann 1988.

Dottern Moni Maker med rekordet 1.09,7 är det sto i travvärlden som hittills (2018) har den största prissumman med cirka 40 milj. kronor.
Han har även andra klassiska vinnare som 
- Fancy Crown (årets häst 1984)
- Gleam (Hambletonian Oaks-vinnare 1994)

Han har ett antal avkommor med en prissumma som överstiger 10 miljoner kronor
- Crown's Invitation (född 1988)
- Armbro Fling (född 1984)
- Royal Prestige (född 1983)
- Britelite Lobell (född 1983) och
- Embassy Lobell (född 1987).